# 스카하크
스카하크(아일랜드어: Scáthach) 또는 스가하크(아일랜드어: Sgathaich)는 아일랜드 신화의 얼스터 대계에 등장하는 존재이다. 스코틀랜드 출신의 여전사로, 얼스터의 영웅 쿠 훌린에게 싸움의 기술을 가르쳤다고 한다. 스코틀랜드 스카이섬에 그녀의 거처인 둔 스가하크가 있었다고 한다.
스카하크가 젊은 쿠 훌린을 가르치는 이야기는 쿠얼러의 소몰이에 앞선 에버르의 구애에서 나타난다. 포르갈 모나크의 딸 에버르를 사랑한 쿠 훌린은 자신이 그녀와 결혼할 자격이 있다는 것을 보이기 위해 여러 가지 임무를 수행해야겠다고 생각한다. 이 이야기에는 두 가지 버전이 남아 있는데, 짧은 버전은 고대 게일어로 되어 있고, 그보다 좀 긴 중세 게일어 버전이 있다. 두 버전 모두 쿠 훌린이 Alpae라는 곳으로 간다. Alpae 란 사전적으로는 알프스산맥을 말하지만, 여기서는 스코틀랜드(Albu)를 가리키는 것이다. 로에가레 부어다크와 코날 케르나크와 함께 도착한 쿠 훌린은 돔날(Domnall)이라는 전사에게 훈련을 받는다. 어느 정도가 지나자 돔날은 쿠 훌린 일행에게 스카하크를 찾아가 더 심화된 훈련을 받으라고 한다.
쿠 훌린과 동료들은 둔 스가하크로 가서 스카하크에게 무훈을 사사받는다. 스카하크는 쿠 훌린에게 자신의 명창 게이볼그를 준다. 쿠 훌린은 스카하크의 딸 우어하크와 바람을 피우다가 실수로 그녀의 손가락을 부러뜨린다. 우어하크는 비명을 지르고, 그녀의 애인인 코하르 크레웨(Cochar Croibhe)가 방에 뛰어들어온다. 우어하크가 말리지만 코하르는 쿠 훌린에게 결투를 신청하고, 쿠 훌린은 그를 간단하게 제압한다. 우어하크와 스카하크에게 빚을 갚기 위해 쿠 훌린은 코하르의 의무를 떠맡아 우어하크의 애인이 된다. 스카하크의 라이벌 여전사 이퍼가 스카하크의 땅을 침범해 오자 쿠 훌린은 이퍼와 싸워 이긴다. 이퍼 또한 쿠 훌린과 자서 아들 콘늘라를 낳는다. 몇년 뒤 쿠 훌린은 이 아들을 자신의 아들인 줄 모르고 자기 손으로 죽이게 된다.

## 참고 자료
- Tochmarc Emire  CELT
- Tochmarc Emire (Recension II), ed. A.G. van Hamel, Compert Con Culainn and Other Stories. Mediaeval and Modern Irish Series 3. Dublin, 1933.
- Quin, E.G., et al., ed. (2007) [1913-75]. "Alpae". Dictionary of the Irish Language, Based Mainly on Old and Middle Irish Materials. Dublin: RIA. Letter A, Column 291.
- MacKillop, James (1998). Dictionary of Celtic Mythology. London: Oxford. ISBN 0-19-860967-1.